# Edificio situado en el número 46 de la avenue des Vosges (Estrasburgo)
El edificio situado en el número 46 de la avenue des Vosges es un edificio, monumento histórico desde 1975 de Estrasburgo, en el departamento francés de Bas-Rhin.